# Luigi Lamberti
Luigi Lamberti, né le 27 mai 1756 à Reggio d'Émilie et mort le 4 décembre 1813 à Milan, est un helléniste et poète italien.

## Biographie
Luigi Lamberti naquit en 1756 à Reggio d'Émilie, et y fit ses premières études. Ses parents, le destinant à la profession d’avocat, l’envoyèrent à Modène pour y faire son cours de droit : mais la jurisprudence avait peu d’attraits pour lui, et il se livrait tout entier à la littérature. Ce qu’il acquit de connaissances et de talents en ce genre lui parut suffisant pour réussir dans le monde. Le nonce du pape à Bologne le prit pour secrétaire ; mais quelques mécontentements domestiques obligèrent bientôt Lamberti à changer de situation. 
Il se rendit à Rome, où il obtint et cultiva l’amitié du savant antiquaire Ennius Quirinus Visconti, qui lui devint fort utile pour son avancement. Visconti l’ayant introduit dans la maison Borghèse, il s’en attira la bienveillance, en décrivant, dans un ouvrage en deux tomes, les antiques et belles sculptures de la célèbre villa de ce nom. Cet ouvrage fut d’autant plus remarqué du public que Visconti, par qui le travail avait été dirigé, y avait ajouté de savantes notices qui portaient son nom, Lamberti, voyant la Révolution française sur le point d’envahir l’Italie, revint momentanément à Reggio, d’où bientôt il se rendit à Milan, lorsque Bonaparte, en 1796, y étant arrivé, invita les peuples à changer la forme de leur gouvernement dans un congrès chargé de prononcer le vœu pour l’établissement d’une république ; ce qui eut lieu en mars 1797 : Lamberti y fit décréter l’abolition de la noblesse et de tous les symboles monarchiques. Devenu membre du grand conseil législatif de la république cisalpine, il s’y distingua en réfutant avec force et succès, dans le courant d’avril 1798, la proposition qu’un autre membre, nommé Compagnoni, avait faite d’autoriser la polygamie. 
Le général français Brune, qui fut momentanément l’arbitre du nouveau gouvernement républicain, porta, en mai suivant, Lamberti au poste éminent de membre du directoire exécutif, à la place de Paradisi, obligé d’y renoncer; et il y fut maintenu par l’ambassadeur français Trouvé, qui réforma bientôt les opérations du général. Les vicissitudes qu’éprouva la Lombardie en 1798 et 1799 forcèrent Lamberti à des voyages qui ne lui furent pas inutiles. Revenu à Milan après que la victoire de Marengo eut remis Bonaparte en possession de l’Italie septentrionale, il y fut nommé membre de l’institut italien créé dans ces temps-là, et se montra digne de la bienveillance du vainqueur par une ode composée à sa louange pour une magnifique fête nationale que le gouvernement lui décerna en 1803. Déjà Lamberti venait d’être pourvu de la chaire des belles-lettres dans le collège de Brera; et il eut encore la charge de directeur de la bibliothèque publique du même nom, qui est la première de la ville et la mieux fournie en livres. Il l’enrichit d’une suite des éditions du XVe siècle, de celles des Alde, de Comino et de la Crusca. 
En 1805, il publia une nouvelle ode à Bonaparte, alors roi d’Italie, sous le nom de Napoléon Ier, écrivit dans le même esprit, en 1808, une cantate théâtrale, et fournit à la collection des classiques italiens, qui s’imprimait alors, d’excellentes additions aux observations du P. Mambelli sur la langue italienne. L’ouvrage le plus important de Lamberti fut son édition grecque d’Homère, grand in-folio, imprimée à Parme par le célèbre typographe Bodoni. C’est la plus belle que l’on connaisse. Les ministres de Napoléon en Italie semblaient l’avoir demandée à Lamberti pour un hommage qu’ils voulaient faire à leur maître. Il fut chargé d’aller la lui présenter lui-même à Paris. Napoléon, en recevant ce magnifique livre imprimé sur vélin, et voyant qu’il ne contenait que du grec, dit, avec un dépit ironique, à Lamberti : « Vous êtes donc un savant ? ». Celui-ci ne savait que répondre ; et Napoléon reprit ainsi la parole : « Vous autres savants, vous ne vous occupez que d’aventures ou de fables antiques et de sujets plaisants ; vous feriez bien mieux de vous occuper de choses modernes et vraies, que la postérité ne lirait pas avec moins de plaisir que les anciennes. » Congédiant néanmoins avec assez d’aménité le gréciste, Napoléon se retourna vers son intendant Daru en disant : « Il faut faire un présent à ce savant italien ; proposez-moi quelque chose de convenable : mais que ce ne soient pas des décorations, parce que j’ai vu qu’il avait déjà celle de la Légion d’honneur et celle de la Couronne de fer. » Douze mille francs furent en conséquence donnés à Lamberti, qui revint satisfait à Milan, où il s’occupa de quelques opuscules littéraires. Il y mourut le 4 décembre 1813, laissant des œuvres inédites, parmi lesquelles se trouvent d’amples remarques sur le vocabulaire de la Crusca, publié à Vérone en 1806 par le P. Antonio Cesari.

## Œuvres
- Poesie, en un petit volume, Parme, Bodoni, 1796 ;
- Sculture del palazzo della villa Borghese detta Pinciana brevemente descritte, Rome, 1796, 2 tomes in-8° ;
- Ode per la festa nazionale del 1803, imprimée la même année dans un seul cahier, avec les odes que Ludovico Savioli et Vincenzo Monti firent pour la même fête en honneur de Bonaparte ;
- Discorso sulle belle lettere, pour l’ouverture des classes, Milan, 1803, in-8° ;
- Ode in omaggio a Napoleone, Milan, 1808 ;
- Alessandro in Armozia, azione scenica per musica, per il ritorno dell’armata Italiana dalla guerra Germanica. Milan, 1808, in-fol. ;
- Poesie di scrittori greci, volume in-8°, Brescia, 1808, dans lequel sont traduits en italien les Cantiques de Tyrtée, l’Œdipe roi de Sophocle et l’Hymne homérique à Déméter ;
- Aggiunte alle Osservazioni della lingua italiana, raccolte dal P. Marcantonio Mambelli volgarmente detto il Cinonio, insérées dans les Classici italiani, en 1809 ;
- L’Homère en grec, grand in-folio, que nous avons déjà indiqué. Ce n’est pas une simple réimpression ; Lamberti y a fait sur les précédentes éditions des corrections et des changements qui ont mérité les éloges de l’Institut de France, suivant le compte qu’en a rendu Boissonade dans les Actes de ce corps savant.
- Osservazioni sopra alcune lezioni della Iliade di Omero, Milan, 1815, in-8°. Lamberti fut un des collaborateurs du journal littéraire italien de 1811 et 1812 qui avait pour titre il Poligrafo. Il y a peu d’invention et d’éloquence dans les ouvrages de cet auteur ; son principal mérite consiste dans la pureté de goût et l’élégance du style.

### Sources
- « Luigi Lamberti », dans Louis-Gabriel Michaud, Biographie universelle ancienne et moderne : histoire par ordre alphabétique de la vie publique et privée de tous les hommes avec la collaboration de plus de 300 savants et littérateurs français ou étrangers, 2e édition, 1843-1865 [détail de l’édition]